# Klosteret
Klosteret er en bygning i København, der blev opført af Tuborgs grundlægger, direktør Philip W. Heyman (født 15. november 1837 i København, død 15. december 1893 sammesteds). Pakhuset, der i dag er i privat eje som byhus, er beliggende Klosterstræde 17 ved Gråbrødretorv, som ligger imellem Skindergade og Vimmelskaftet.

## Historisk
Pakhuset blev bygget i 1857 og er oprindeligt opført som legetøjslager for den historiske forretning Thorngreen Legetøj på Vimmelskaftet 48, et hjørne til Klosterstræde. Det bærer matrikelnummer 19. Klosterets bygherre, Philip W. Heyman, fik i 1992 opkaldt en vej efter sig - Philip Heymans Allé i Tuborg Havn, Hellerup.
I 1970 blev ejendommen med den karakteristiske kran, der blev benyttet til at løfte gods og tunge kasser med varer ind igennem skodderne, omdannet til beboelse. Klosteret er i dag i privat eje. Facaden og hejseværket står bevaret som da ejendommen blev rejst.
Bygningen er kendetegnet ved sine røde mursten, skodder på hver etage mod gaden samt den klassiske oprindelige port malet i den karakteristiske farve københavnergrøn.

## Nyere tid
I starten af 2020'erne blev der for foden af ejendommens facade plantet klatrevildvin, og husets front mod Klosterstræde fremstår derfor i sommerhalvåret klædt af den grønne beplantning, som er usædvanligt for ejendommene i Indre By.

Ejendommen, som i dag fungerer som et byhus, blev bygget adskillige år efter Københavns brand i 1795, hvor store dele af Klosterstrædes ejendomme blev hårdt ramt. Klosteret fremstår derfor intakt og bevaret til eftertiden, som det var udtænkt af bygherren Heyman.
Bygningens kaldenavn Klosteret er efter gaden, som oprindeligt har navn efter et franciskanerkloster, der lå i området fra 1238. Det var det vigtigste franciskanerkloster i Danmark, men det blev ødelagt under Reformationen.
Klosteret er i nyere tid blevet et hyppigt affotograferet motiv blandt turister og besøgende i Middelalderbyen.